# SSC Neapel
Die Società Sportiva Calcio Napoli, kurz SSC Napoli oder Napoli, im deutschsprachigen Raum zumeist bekannt als SSC Neapel, ist ein italienischer Fußballverein aus der kampanischen Hauptstadt Neapel.
Weitere Bezeichnungen sind Gli Azzurri („Die Blauen“) und I Partenopei („Die Parthenopäer“).
Der Verein ist eng verbunden mit dem argentinischen Weltmeister Diego Maradona, der hier von 1984 bis 1991 aktiv war. Aus dieser Zeit resultierten die ersten beiden der vier Meistertitel des Klubs sowie der Gewinn des UEFA-Pokals 1989. Insgesamt sechsmal wurde Napoli italienischer Pokalsieger.
Seit Maradonas Tod im Jahre 2020 trägt die Heimspielstätte des Vereins, das Stadion San Paolo, den Namen Stadio Diego Armando Maradona. Es bietet Platz für rund 55.000 Zuschauer.

## Geschichte

### Gründung

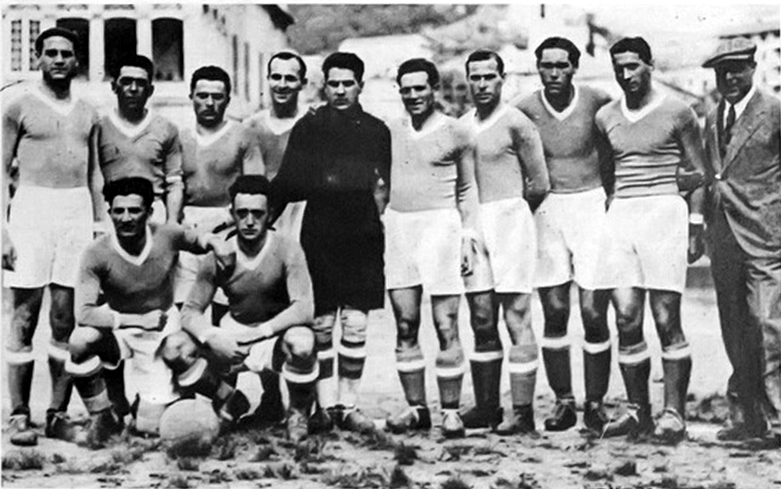
Die Società Sportiva Calcio Napoli im Jahr 1928

Der Verein wurde 1926 auf Initiative des Industriellen Giorgio Ascarelli als Associazione Calcio Napoli (AC Napoli) gegründet, die Vereinsfarben wurden damals auf Hellblau und Weiß festgelegt. Hellblau (azzurro) sollte dabei die Farbe des Meeres und des Himmels repräsentieren. 1922 fusionierte der Verein mit Internazionale Agnano und benannte sich in Internapoli um. Die Neugründung als SSC Napoli (Società Sportiva Calcio Napoli) erfolgte 1926. Die sportlichen Erfolge blieben allerdings bis zur Ankunft von Diego Maradona Jahrzehnte später spärlich und als größte Erfolge waren Siege in der Coppa Italia 1962 und 1976 zu verbuchen.

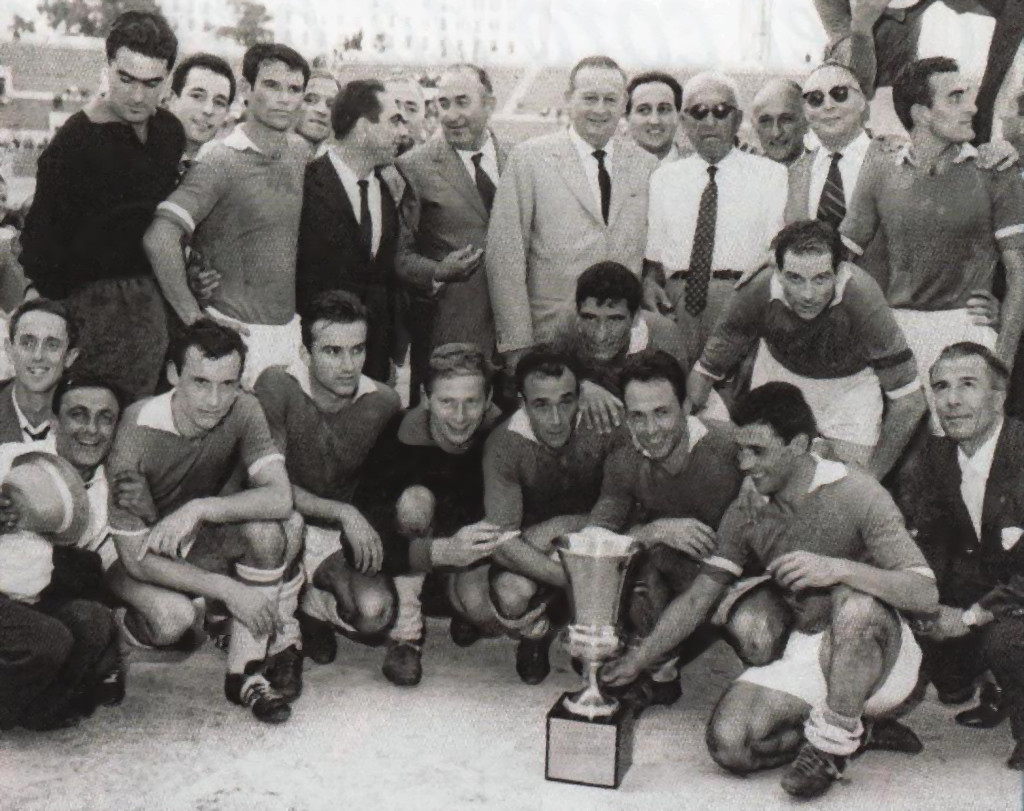
Die Mannschaft der SSC Neapel nach dem Gewinn der Coppa Italia 1962

### Die goldenen Jahre

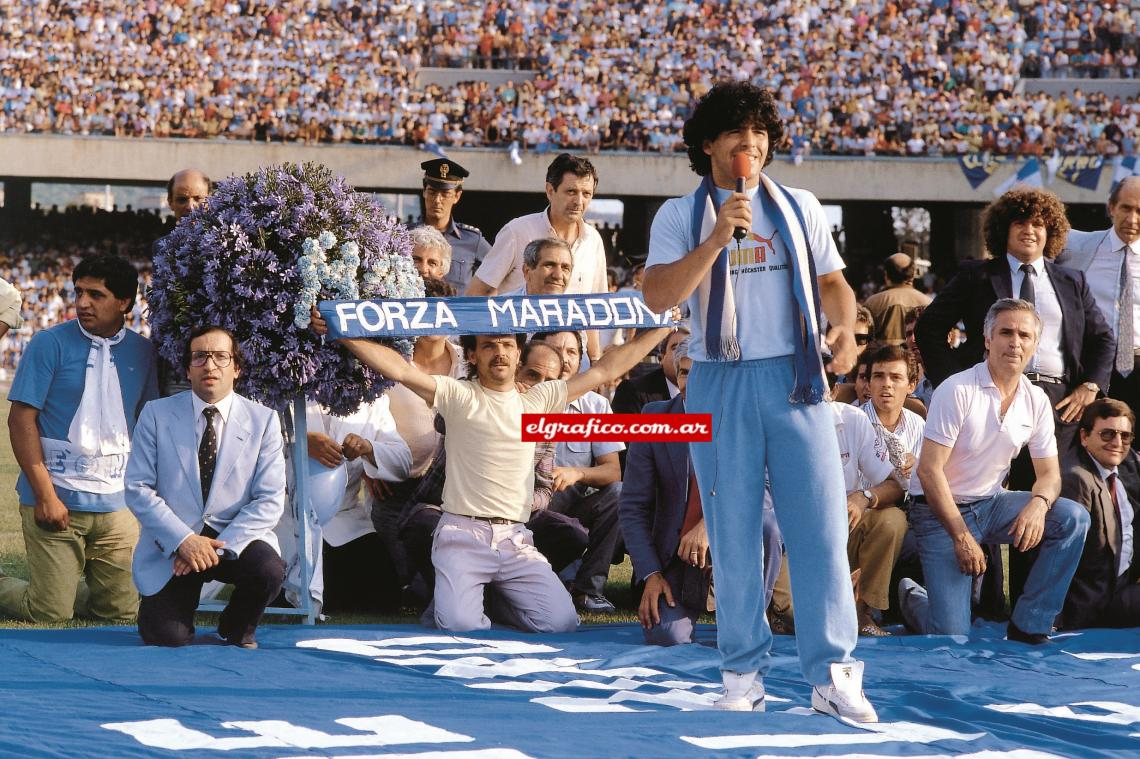
Die SSC Neapel präsentiert Neuzugang Diego Maradona im Stadio San Paolo (1984)

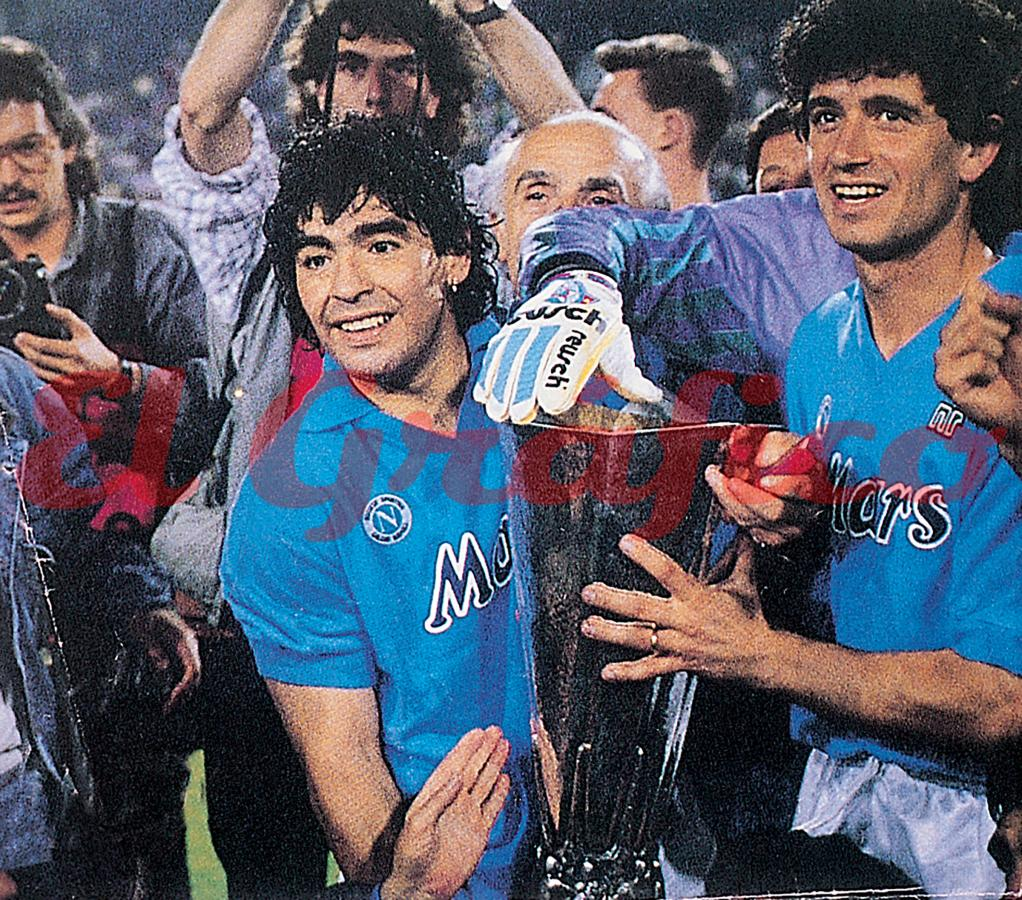
Die Mannschaft der SSC Neapel feiert den Gewinn des UEFA-Pokals 1989

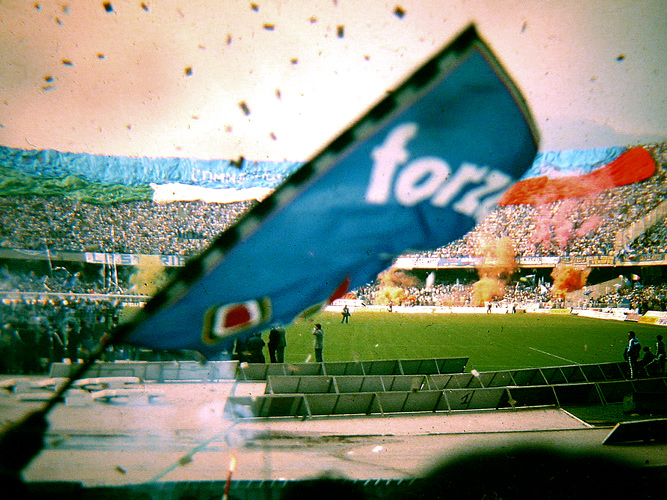
In den achtziger Jahren gewann die SSC Neapel zweimal den „Scudetto“

1984 wechselte Diego Maradona für rund 13,5 Milliarden Italienische Lire (rund 7,5 Millionen US-Dollar) vom FC Barcelona nach Neapel, damals der teuerste Transfer in der Fußballgeschichte. Damit begann auch die sportliche Wende. In den Jahren vor Maradona war Napoli näher an der Serie B als am Meistertitel. Entsprechend hoch war der Einfluss von Maradona auf die Erfolge des Vereins. 1987 gewann Neapel erstmals die italienische Meisterschaft und holte mit dem Erfolg bei der Coppa Italia sogar das Double. Zwei Jahre später gewann die SSC Neapel den UEFA-Pokal, und 1990 konnte erneut der Scudetto (Meisterschaft) gefeiert werden. Seit diesen Erfolgen wird Maradona in Neapel wie ein Gott verehrt; bis heute ist seine Popularität ungebrochen. Nach seinem Rücktritt wurde das Trikot mit der Nummer 10 nicht mehr vergeben. Selbst beim Abschiedsspiel von Ciro Ferrara im Juni 2005, als Maradona nur als Zuschauer anwesend war, wurde er vom ausverkauften Stadio San Paolo gefeiert.
Während der „goldenen Jahre“ wurde Maradona vom italienischen Stürmer Bruno Giordano und dem brasilianischen Nationalspieler Careca unterstützt. Die drei bildeten die sogenannte „Ma-Gi-Ca“-Angriffslinie (Maradona-Giordano-Careca). Der Dokumentarfilm Diego Maradona von Asif Kapadia beschreibt unter anderem diese Zeit der SSC.

### Der sportliche Niedergang
Diego Maradonas aktive Ära in Neapel endete abrupt, als dieser 1991 zu einer 15-monatigen Dopingsperre verurteilt wurde. Der Verein war bereits damals überschuldet, was zunächst nicht öffentlich bekannt war. Umso akuter wurde das Problem 1994, als der Verein die Lizenz nur aufgrund der Erlöse aus dem Verkauf einiger wichtiger Spieler erhielt. Eine Finanzspritze durch Investoren rettete die SSC Neapel zunächst. Bis 1997 erfolgte eine leichte Entspannung der finanziellen Lage. In der Saison 1997/98 stieg der Klub als abgeschlagener Tabellenletzter in die Serie B ab.
Zu Beginn des neuen Jahrtausends erlebte Neapel weitere Rückschläge. Nach dem Aufstieg in die Serie A im Jahr 2000 stieg der Verein in der Saison 2000/01 direkt wieder in die Serie B ab. Die angehäuften Schulden vermehrten sich weiter. Im August 2004 erhielt die SSC Neapel aufgrund eines Schuldenbergs von mittlerweile 70 Millionen Euro keine Lizenz und musste Konkurs anmelden.
2004 wurde der Filmproduzent Aurelio De Laurentiis, ein Neffe des ebenfalls in der Filmbranche tätig gewesenen Dino De Laurentiis Präsident des Vereins.

### Neubeginn als Soccer Napoli (2004–2007)
Der Klub wurde am 2. August 2004 als Napoli Soccer neu gegründet und startete zunächst in die drittklassige Serie C1. Hauptaktionär von Napoli Soccer wurde der Filmproduzent Aurelio De Laurentiis, der den Klub seither als Geldgeber und Präsident führt. Bei seinem Amtsantritt formulierte er das Ziel, innerhalb von zwei Fünfjahreszyklen (Quinquennio) wieder zu den italienischen Spitzenteams zu gehören.
Trotz des sportlichen und wirtschaftlichen Abstiegs erfreute sich der Verein nach wie vor großer Beliebtheit. Der Zuschauerschnitt im Stadio San Paolo lag mit 37.080 Besuchern in der Saison 2004/05 weit über dem Durchschnitt der Serie C1 und italienweit an fünfter Stelle. In dieser Spielzeit verpasste Napoli Soccer den Aufstieg knapp in den Playoff-Spielen. Daher wurde auch der Cheftrainer Gian Piero Ventura durch Edoardo Reja ersetzt. In der anschließenden Saison 2005/06 gelang der Aufstieg in die Serie B. Zudem wurde in der Coppa Italia das Achtelfinale erreicht, in dem man dem späteren Finalisten AS Rom unterlag. Im Mai 2006 erwarb Napoli Soccer die Namensrechte der SSC Napoli zurück. In der Saison 2006/07 glückte der Durchmarsch in die Serie A, wo man seither durchgehend verblieb. Das gelang am letzten Spieltag durch ein 0:0 beim CFC Genua, womit Napoli den zweiten Platz erreichte. Erneut gelang in der Coppa Italia der Einzug ins Achtelfinale, diesmal schied man gegen den FC Parma aus.

### Rückkehr zur italienischen Elite (2007–2015)
Zur neuen Saison 2007/08 stieß der slowakische Mittelfeldspieler Marek Hamšík zu den Kampanien. Er unterschrieb einen Fünfjahresvertrag und entwickelte sich sofort zum Leistungsträger. In der ersten Spielzeit im Oberhaus nach der Konkursanmeldung platzierte sich Napoli auf dem achten Platz und qualifizierte sich so für den UEFA Intertoto Cup 2008. Dort traf man in der dritten Runde auf Panionios Athen, das man zweimal mit 1:0 schlug. Damit glückte der Einzug in die zweite Qualifikationsrunde des UEFA-Pokals, was die Rückkehr in den Europapokal nach 14 Jahren bedeutete. Einmal mehr war im Achtelfinale des Cups Schluss, diesmal gegen Lazio Rom.
Die Qualifikation zum UEFA-Pokal gelang gegen den albanischen Vertreter KS Vllaznia Shkodra mit einem Gesamtergebnis von 8:0 problemlos. In der ersten Runde traf man auf Benfica Lissabon, das im Hinspiel mit 3:2 geschlagen wurde. Jedoch verpassten die Neapolitaner nach einer 0:2-Rückspielniederlage den Einzug in die Gruppenphase. In der Serie A 2008/09 konnte der Verein die eigenen Ambitionen nur in der Hinrunde unterstreichen, die man als Tabellenfünfter abschloss. Ein Einbruch in der Rückrunde mit nur zwei Punkten aus acht Spielen führte im März 2009 zur Entlassung von Edoardo Reja. Der neue Trainer Roberto Donadoni konnte die Talfahrt nicht stoppen. Er errang im Schnitt einen Punkt pro Spiel und zum Saisonende belegte die Mannschaft den zwölften Platz. In der Coppa Italia kam Napoli nach einem 3:1 über die US Salernitana erstmals über das Achtelfinale hinaus und musste sich im Viertelfinale nach Elfmeterschießen Juventus Turin geschlagen geben.
Der Punkteschnitt sollte sich in der Saison 2009/10 vorerst nicht ändern, sodass es nach sieben Spielen im Oktober 2009 zu einer neuerlichen Trainerentlassung kam. Der neue Trainer Walter Mazzarri entpuppte sich als Glücksgriff. In den verbleibenden zwölf Spielen der Hinrunde blieb die Mannschaft unbesiegt (sieben Siege, fünf Unentschieden) und kletterte auf den vierten Rang. Unter anderem bestand man mit Bravour gegen die Champions-League-Teilnehmer (1:0 bei der AC Florenz, 2:2 gegen die AC Mailand und 3:2 bei Juventus Turin). Im Pokal-Achtelfinale verlor man jedoch mit 0:3 bei Juventus. Die Rückrunde startete mit neun Punkten aus zehn Spielen holprig, aber die Erfolge stellten sich bald wieder ein. Zum Saisonende wurde der sechste Platz erreicht und somit die Teilnahme an der Qualifikation zur UEFA Europa League sichergestellt.
Die Saison 2010/11 stand ganz im Zeichen des uruguayischen Neuzugangs Edinson Cavani. Mit 26 Saisontoren hatte er wesentlichen Anteil an der starken Saison der SSC. In der Europa-League-Qualifikation bestand man gegen den IF Elfsborg souverän mit zwei Siegen von 1:0 und 2:0. Im Rückspiel erzielte Cavani beide Tore. Anschließend wurde man gemeinsam mit dem FC Liverpool, Steaua Bukarest und dem FC Utrecht in Gruppe K gelost. Obwohl man nur am letzten Spieltag einen Sieg durch ein spätes Tor von Cavani zum 1:0 gegen Steaua Bukarest einfuhr, wurde Napoli hinter Liverpool Zweiter und qualifizierte sich so als einziger von vier italienischen Vertretern für die Runde der letzten 32. Dort scheiterte man nach einem 0:0 im Hinspiel mit 1:2 im Rückspiel am FC Villarreal. In der Coppa Italia verlor man das Viertelfinale gegen den späteren Sieger Inter Mailand im Elfmeterschießen. Napoli erreichte am 37. Spieltag in der Liga einen starken dritten Platz nach einem 1:1 gegen Inter, womit die erste Teilnahme an der UEFA Champions League gesichert war.
Auch die Saison 2011/12 war für die SSC Neapel recht erfolgreich. In der Champions-League-Gruppenphase wurde man gemeinsam mit dem späteren Finalisten FC Bayern München sowie Manchester City und dem FC Villarreal einer sehr schwierigen Gruppe A zugelost. Napoli überstand diese Gruppenphase als Zweitplatzierter und begegnete im Achtelfinale dem FC Chelsea. Die Neapolitaner siegten im Hinspiel mit 3:1, jedoch entschieden die Blues aus London das Rückspiel selbst mit 3:1 für sich. Nach Verlängerung gewann Chelsea mit 4:1 und wurde in weiterer Folge auch Sieger des Wettbewerbs. In der Liga konnte Napoli nicht an die starken Leistungen der Vorsaison anknüpfen, was unter anderem mit der erhöhten Belastung durch die Champions League zusammenhing. In der Coppa Italia setzte man sich im Halbfinale nach einer 1:2-Hinspielniederlage mir 2:0 im Rückspiel gegen die AC Siena durch, womit das Endspiel gegen Juventus erreicht wurde. Im Olympiastadion Rom siegte man durch einen Elfmeter von Edinson Cavani und einen Treffer von Marek Hamšík gegen Rekordmeister Juventus Turin mit 2:0. Dies war der vierte Pokaltriumph der Vereinsgeschichte und der erste Titel seit der Meisterschaft 1990. Der Pokalsieg berechtigte die fünftplatzierte SSC, die Qualifikationsspiele der UEFA Europa League 2012/13 zu überspringen und direkt am eigentlichen Wettbewerb teilzunehmen.
Im Vorfeld des italienischen Fußballskandals 2013 wurden im Oktober 2012 die Büros der SSC Neapel durchsucht. Hintergrund war der Verdacht auf Kartellbildung, Steuerhinterziehung und Bilanzfälschung, der sich gegen mehrere Spielerberater und -agenturen richtete.
Die Saison 2012/13 startete mit dem Supercup gegen Juventus. Die Partie, die in Peking stattfand, ging nach Verlängerung mit 2:4 verloren, wobei es zwei Platzverweise für Napoli gab. In der Europa-League-Gruppe F mit dem FK Dnipro, der PSV Eindhoven und dem AIK Solna erreichte man Platz zwei und traf in der Zwischenrunde auf Viktoria Pilsen. Gegen den tschechischen Vertreter verlor man beide Spiele mit einem Gesamtergebnis von 0:5 und schied aus. In der Coppa Italia scheiterte Napoli durch einen späten Gegentreffer überraschend mit 1:2 am FC Bologna. Nach dem Ausscheiden aus den beiden Wettbewerben konnte die SSC vermehrt ihren Fokus auf die Liga richten und sicherte die fünfte Vizemeisterschaft und die Teilnahme an der UEFA Champions League 2013/14. Mit Walter Mazzarri wurde keine Einigung auf eine Vertragsverlängerung erzielt – den Erfolgstrainer zog es zu Inter Mailand. Als Ersatz engagierten die Kampanien Rafael Benítez.
In der Saison 2013/14 verließ Cavani den Verein. Im Gegenzug verstärkte sich die SSC Neapel u. a. mit Dries Mertens, Gonzalo Higuaín und José Callejón. Zudem hatte sich Eigengewächs Lorenzo Insigne nach mehreren Leihen fest in der Mannschaft etabliert. Die gestiegenen Erwartungen konnte Napoli nicht in jedem Wettbewerb erfüllen. In der Champions League wurde man zusammen mit Borussia Dortmund, dem FC Arsenal und Olympique Marseille der Gruppe F zugelost. Dortmund, Arsenal und Neapel erreichten jeweils zwölf Punkte. Neapel wies die schlechteste Tordifferenz der drei Mannschaften auf und verpasste damit den Einzug in die K.o.-Runde. Es handelt sich um den bislang einzigen Fall, bei dem eine Mannschaft mit zwölf Punkten den Einzug in die K.o.-Runde nicht schaffte. Daher musste der Verein in der Europa League weiterspielen. Nach einem 0:0 im Hinspiel schaltete man Swansea City in der Zwischenrunde mit 3:1 aus und erreichte das Achtelfinale gegen den FC Porto, an dem man mit 0:1 und 2:2 scheiterte. In der Coppa Italia erreichte die SSC Neapel durch einen 3:0-Heimerfolg über die AS Rom – nach einer 2:3-Niederlage im Hinspiel – das zweite Mal in drei Jahren das Endspiel, in dem man sich mit 3:1 gegen die AC Florenz durchsetzte und damit zum fünften Mal den italienischen Pokal gewann.

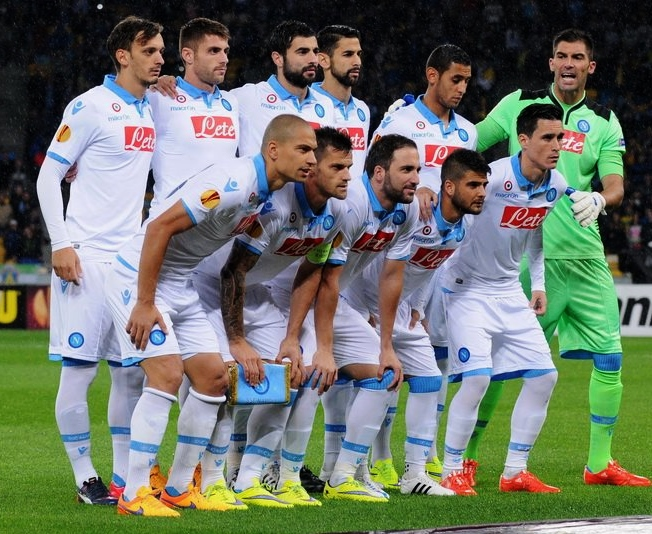
Mannschaft der SSC Neapel in der Saison 2014/15

Der dritte Platz in der Liga 2013/14 berechtigte die SSC zur Teilnahme an der Qualifikation zur Champions League. Dort traf man in der Playoff-Runde auf Athletic Bilbao. Nach einem 1:1 im Hinspiel unterlag man dem baskischen Klub mit 1:3 und musste daher in die Europa League umsteigen. Hier fuhr man in einer umkämpften Gruppe I gegen Young Boys Bern, Sparta Prag und den ŠK Slovan Bratislava mit 13 Punkten den Gruppensieg ein. Zudem gelang nach einem 2:2 gegen Juventus im Elfmeterschießen der zweite Sieg im italienischen Supercup. In der Europa League erreichte die SSC Neapel neigen über Trabzonspor (4:0 a; 1:0 h), Dinamo Moskau (3:1 h; 0:0 a) und den VfL Wolfsburg (4:1 a; 2:2 h) das Halbfinale gegen den FK Dnipro. Nach einem 1:1 im Hinspiel gewann das ukrainische Team im Rückspiel mit 1:0 und warf Napoli aus dem Wettbewerb. Auf die gleiche Weise unterlag man im Halbfinale des italienischen Pokals Lazio Rom. In der Liga erfüllte Napoli die hohen Ansprüche der letzten Jahre nicht. Man erreichte Platz fünf und damit die Teilnahme an der UEFA Europa League 2015/16.

### Spitzenkonstanz mit einzelnen Rückschlägen (2015–2023)
Vor der Saison 2015/16 wurde Maurizio Sarri als Nachfolger des abgewanderten Rafael Benítez vorgestellt. Die Spielzeit begann für die SSC Neapel mit drei Spielen ohne Sieg, anschließend zeigte die Formkurve nach oben. Von 23 Spielen zwischen August und Dezember 2015 verlor Napoli nur zwei bei 17 Siegen und vier Remis. In der Europa-League-Gruppenphase konnten die Kampanien gegen den FC Midtjylland, den FC Brügge und Legia Warschau alle Spiele gewinnen und damit als einzige Mannschaft im Wettbewerb das Maximum von 18 Punkten einheimsen. Die Coppa Italia ging mit einem 0:2 im Viertelfinale gegen Inter Mailand verloren. Auch in der Zwischenrunde der Europa League schied Napoli nach einer 1:0-Hinspielniederlage und einem 1:1 im Rückspiel gegen den FC Villarreal aus. In der Meisterschaft hielt sich die SSC Neapel lange an der Tabellenspitze, verlor im Schlussspurt jedoch mehrere Partien und wurde Vizemeister hinter Juventus Turin.
Für die Saison 2016/17 war die Teilnahme an der Champions League gesichert, jedoch verließ mit Gonzalo Higuaín ein Leistungsträger den Verein in Richtung Juventus. Er war in der Vorsaison mit 36 Toren Torschützenkönig der Serie A geworden und hatte damit für Napoli die meisten Tore innerhalb einer Spielzeit überhaupt erzielt. Einer der bedeutendsten Neuzugänge wurde der polnische Mittelfeldspieler Piotr Zieliński, den man nach einer zweijährigen Leihe beim FC Empoli von Udinese Calcio loseiste. In der Champions League setzte sich die SSC in Gruppe B gegen Benfica Lissabon, Beşiktaş Istanbul und Dynamo Kiew als Gruppensieger durch. Zwei 1:3-Niederlagen Achtelfinale gegen Real Madrid bedeuteten jedoch das Ausscheiden. Im Pokal-Halbfinale gegen Juventus schied man ebenfalls nach einem 1:3 im Hinspiel und einem 3:2-Erfolg im Rückspiel aus. Obwohl Napoli ein Ligaspiel mehr gewinnen konnte als in der Vorsaison, verpasste der Klub um einen Punkt den zweiten Platz, den die AS Rom für sich entschied.
Als Drittplatzierter durfte man zumindest in der Playoff-Runde der Champions-League-Qualifikation antreten und bestand diese mit zwei 2:0-Erfolgen gegen den OGC Nizza. In der anschließenden Gruppenphase gegen Manchester City, Feyenoord Rotterdam und Schachtar Donezk erreichte Napoli mit sechs Punkten den dritten Platz und stieg damit in die Europa League um. Dort scheiterte man in der Zwischenrunde an RB Leipzig, dem man sich nach einer 1:3-Hinspielniederlage und einem 2:0 im Rückspiel wegen der Auswärtstorregel geschlagen geben musste. In der Liga hatte Napoli erneut lange die Tabellenspitze inne, wurde letztendlich allerdings erneut hinter Juventus Zweiter – mit 91 Punkten immerhin als bester italienischer Vizemeister überhaupt. Im Viertelfinale der Coppa Italia unterlag man Atalanta Bergamo mit 1:2.
Marek Hamšík stieg am 6. November 2018 im Champions-League-Gruppenspiel gegen Paris Saint-Germain zum alleinigen Rekordspieler der SSC Neapel auf und löste damit Giuseppe Bruscolotti mit 511 Pflichtspielen ab. Am 9. Februar 2019 bestritt Hamšík sein 520. Pflichtspiel gegen Sampdoria Genua, ehe er wenig später zum chinesischen Verein Dalian Yifang wechselte.
In die Saison 2018/19 startete man mit Carlo Ancelotti als neuem Trainer, da Maurizio Sarri zum FC Chelsea gewechselt war. Napoli traf in der Champions League in einer schwierigen Gruppe auf Paris Saint-Germain, den FC Liverpool und den FK Roter Stern Belgrad. Am letzten Spieltag verlor man in Liverpool mit 0:1 und wurde damit Dritter hinter den Reds. Für die Partenopei ging es daher in der K.o.-Runde der Europa League weiter. Gegen den FC Zürich bestand man die Zwischenrunde mit zwei Siegen von 3:1 und 2:0. Beim FC Red Bull Salzburg siegte Napoli im Hinspiel 3:0, wäre mit einer 1:3-Niederlage im Rückspiel aber fast noch gescheitert. Im Viertelfinale musste man sich dem FC Arsenal mit 0:2 und 0:1 geschlagen geben. In der Coppa Italia scheiterte man im Viertelfinale mit 0:2 an der AC Mailand, in der Liga belegte man mit deutlichen Rückstand auf Juventus erneut Platz zwei.
Die Vorrunde der Saison 2019/20 verlief wechselhaft. Zum Auftakt der Champions-League-Gruppenphase gelang ein 2:0-Heimsieg gegen den Titelverteidiger FC Liverpool. Die weiteren Gegner waren der FC Red Bull Salzburg und der KRC Genk. Nach wettbewerbsübergreifend neun Spielen in Folge ohne Sieg (sieben Remis, zwei Niederlagen), entschied sich die Vereinsführung Mitte Dezember 2019 zur Trennung von Carlo Ancelotti, obwohl im Anschluss das letzte Gruppenspiel gegen Genk mit 4:0 gewonnen wurde. Napoli schaffte als ungeschlagener Zweitplatzierter den Einzug in die K.o.-Runde der Champions League. Ancelottis Nachfolger wurde der ehemalige italienische Nationalspieler Gennaro Gattuso. Vor dem Saisonabbruch wegen der COVID-19-Pandemie bestritt Napoli seine Hinspiele im Champions-League-Achtelfinale gegen den FC Barcelona (1:1) und im Pokal-Halbfinale gegen Inter Mailand (1:0). Als der Spielbetrieb wieder aufgenommen wurde, spielte Napoli sowohl im Halbfinal-Rückspiel (1:1) als auch im Finale gegen Juventus (0:0) unentschieden. Im Elfmeterschießen gewannen die Partenopei ihren sechsten und bisher letzten Pokal. Das ebenso nachzuholende Achtelfinal-Rückspiel in der Champions League gegen den FC Barcelona ging mit 1:3 verloren. In der Liga hinkte man die ganze Spielzeit den eigenen Erwartungen hinterher und belegte am Ende nur den siebten Platz. Als Pokalsieger war die Teilnahme an der UEFA Europa League 2020/21 jedoch schon im Vorhinein gesichert.
Im Oktober 2020 musste man mit dem Abgang von José Callejón zur AC Florenz einen bedeutenden Verlust in Kauf nehmen. Dafür kam mit dem Nigerianer Victor Osimhen – wie sich im Laufe der nächsten Jahre herausstellen sollte – einer der bedeutendsten Neuzugänge. Die Neapolitaner setzten sich in Europa-League-Gruppe F gegen Real Sociedad San Sebastián, AZ Alkmaar und HNK Rijeka als Gruppensieger durch. Anschließend folgte das schrittweise Ausscheiden aus jedem Wettbewerb, an dem Napoli teilnahm. Zuerst verlor man im Supercup mit 0:2 gegen Juventus, anschließend verlor man nach einem 0:0 im Hinspiel mit 1:3 im Rückspiel des Pokal-Halbfinals gegen Atalanta Bergamo. Gegen den FC Granada galt Napoli in der Europa-League-Zwischenrunde als Favorit, verlor jedoch das Hinspiel mit 2:0, sodass der 2:1-Rückspielsieg nicht ausreichte, um aufzusteigen. Ein starker Schlussspurt mit nur einer Niederlage aus 16 Ligaspielen reichte zum fünften Platz und damit für die erneute Teilnahme an der Europa League. Allerdings waren auch die Champions-League-Plätze zum Greifen nah – die Zweitplatzierte AC Mailand war nur zwei Punkte entfernt.
Zur Saison 2021/22 wurde Gennaro Gattuso durch Luciano Spalletti ersetzt. Die Spielzeit in der Liga startete sehr stark, die ersten zwölf Spiele blieb man ungeschlagen. In der Europa League reichte es in Gruppe C für den zweiten Platz vor Leicester City und Legia Warschau. Das punktgleiche Spartak Moskau wurde aufgrund des direkten Vergleichs Gruppensieger. Im Achtelfinale der Coppa Italia gegen die AC Florenz sorgte ein später Treffer der Neapolitaner zum 2:2 für die Verlängerung, in der man drei Treffer kassierte und mit 2:5 ausschied. In der Zwischenrunde der Europa League war erneut gegen den FC Barcelona (1:1 a; 2:4 h) Schluss. In der Serie A erreichte man souverän den dritten Platz und damit erstmals seit drei Jahren wieder in die Champions League.
Die Saison 2022/23 sollte zu einer der besten der Vereinsgeschichte werden, obwohl man die Abgänge der beiden Rekordtorschützen Dries Mertens und Lorenzo Insigne kompensieren musste. In der Champions-League-Gruppenphase traf man zum mittlerweile dritten Mal in den letzten fünf Jahren auf den FC Liverpool sowie auf Ajax Amsterdam und die Glasgow Rangers. Ebenso wie Liverpool erreichte man 15 Punkte und wurde wegen der einer Tordifferenz von + 14 (20:6) Gruppensieger. Das Achtelfinale der Coppa Italia verlor Napoli im Elfmeterschießen gegen den späteren Serie-A-Absteiger US Cremonese. Im Achtelfinale der Champions League setzte sich die SSC mit zwei Siegen und insgesamt 5:0 Toren gegen den amtierenden Europa-League-Sieger Eintracht Frankfurt durch. Die erste Teilnahme des Vereins an einem Champions-League-Viertelfinale war ein italienisches Duell gegen die AC Mailand, in dem man knapp unterlag (0:1 a; 1:1 h). Eine starke Bilanz in der Liga mit 28 Siegen und nur vier Niederlagen sowie insgesamt 90 Punkten brachte den dritten Meistertitel für die SSC Neapel und den ersten seit 33 Jahren. Zudem wurde Victor Osimhen mit 26 Saisontoren Torschützenkönig.

### Gegenwart
Zur Saison 2023/24 verließ der Meistertrainer Luciano Spalletti den Verein. Der neue Trainer Rudi Garcia konnte nicht an die Erfolge der Vorsaison anknüpfen. Nach einer 0:1-Niederlage am 12. Spieltag gegen den Abstiegskandidaten FC Empoli wurde Garcia entlassen. Es folgte die Rückkehr von Walter Mazzarri zum Verein. Er sorgte für das souveräne Weiterkommen der SSC in der Champions-League-Gruppenphase, wo man hinter Real Madrid und vor Sporting Braga sowie dem Debütanten 1. FC Union Berlin den zweiten Platz erreichte. Die Leistungen besserten sich unter Mazzarri jedoch nicht. Unter anderem verlor man mit 0:4 im Pokal-Achtelfinale gegen Frosinone Calcio. Im reformierten Supercup, der neben dem amtierenden Meister und Pokalsieger nun auch den jeweils Zweitplatzierten der Liga und des Pokals umfasste, setzte sich Napoli im Halbfinale mit 3:0 gegen die AC Florenz durch. Das Finale gegen Inter Mailand ging mit 0:1 verloren. Nach einem 1:1 gegen den CFC Genua wurde Mazzarri entlassen, neuer Trainer wurde Francesco Calzona. Im Champions-League-Achtelfinale verlor man erneut gegen den FC Barcelona, nach einem 1:1 im Hinspiel schied an 1:3 im Rückspiel aus. Ohne Sieg beendete Napoli die letzten sieben Saisonspiele (fünf Remis, zwei Niederlagen) und wurde mit 53 Punkten Zehnter. Damit wurde die SSC Neapel zum schlechtesten amtierenden Meister der Serie-A-Geschichte. Zudem verpasste der Klub erstmals seit 15 Jahren den Europapokal. Am letzten Spieltag der Saison 2024/25 gewann man gegen Cagliari Calcio mit 2:0, setzte sich so im Fernduell mit Inter Mailand durch und gewann zum vierten Mal in der Vereinsgeschichte den Scudetto.

## Spiel- und Trainingsstätten

### Historische Spielstätten
Erste Spielstätte war von 1926 bis 1929 das Stadio Militare dell'Arenaccia. Es folgten von 1930 bis 1942 das Stadio Giorgio Ascarelli und von 1942 bis 1959 das Stadio Arturo Collana.

### Stadion

Stadio Diego Armando Maradona

Seit 1959 trägt die SSC Neapel ihre Heimspiele im Stadio Diego Armando Maradona (1959–1963 Stadio del Sole, 1963–2020 Stadio San Paolo) aus. Das Multifunktionsstadion wurde von 1948 bis 1959 im Stadtteil Fuorigrotta erbaut und trug zunächst den Namen Stadio del Sole (deutsch Sonnenstadion) und bot 87.000 Besuchern Platz. Wenige Monate nach der Eröffnung war das Stadion Austragungsort von vier Spielen des olympischen Fußballturniers 1960. Es war eines der Stadien der Fußball-Europameisterschaft 1968 und 1980. Für die Weltmeisterschaft 1990 wurde das Stadion komplett modernisiert. Zur Sommer-Universiade 2019 erhielt das Stadion eine neue Bestuhlung, Großbildschirme, LED-Anzeigetafeln, eine erneuerte Videoüberwachungsanlage und ein neues Parkhaus, sowie eine neue Beschallungsanlage mit Schalldämmung. Des Weiteren wurden die Umkleidekabinen, Büros, Konferenzräume und die Sanitäranlagen modernisiert.
Das Stadio Diego Armando Maradona ist ein vom europäischen Fußballverband UEFA in die Kategorie 3 eingeordnetes Stadion und zählt mit aktuell rund 55.000 Zuschauerplätzen zu den größten Europas.
Nach dem Tod der Vereinslegende Diego Maradona am 25. November 2020 wurde das Stadion Anfang Dezember 2020 in Stadio Diego Armando Maradona umbenannt.

## Fankultur

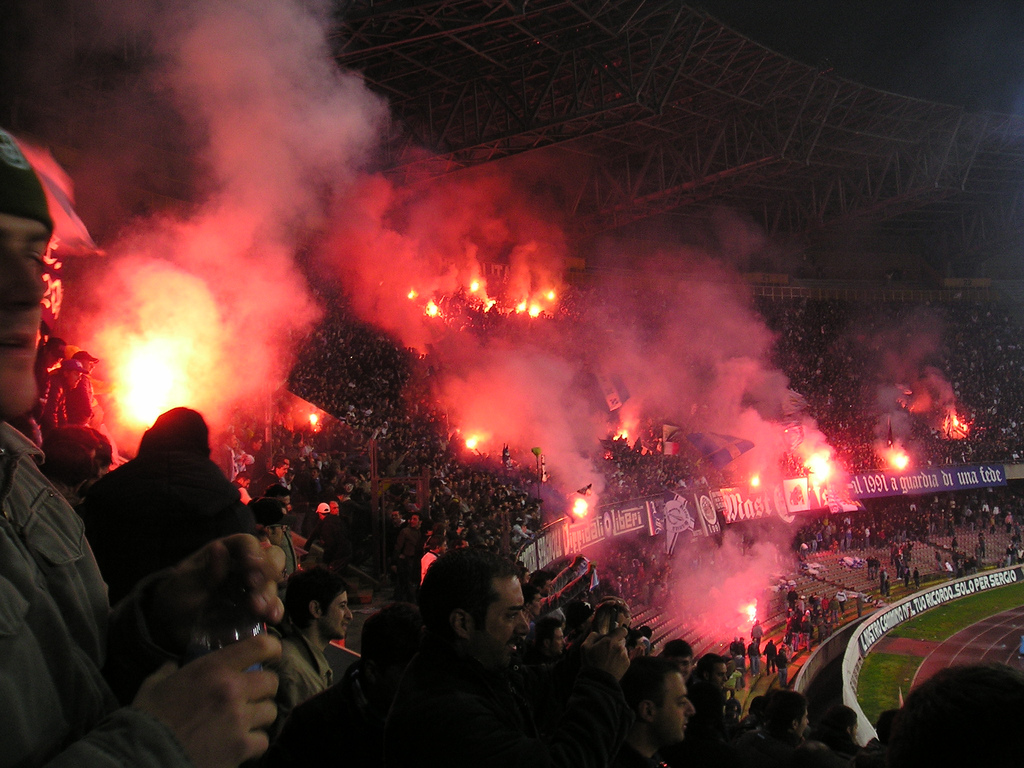
Ultras der SSC Neapel

Aufgrund seiner Popularität im Süden Italiens wies die SSC Neapel in den 1970er- und 1980er-Jahren die durchschnittlich höchsten Besucherzahlen aller Fußballvereine weltweit auf. Der Spitzenwert von 77.597 Zuschauern pro Begegnung aus der Spielzeit 1984/85 wurde erst sieben Jahre später von der AC Mailand übertroffen.
Die SSC Neapel verfügt mit der Curva A und der Curva B als einer der wenigen Vereine in Italien über zwei räumlich getrennte Fankurven, die bei fast allen Spielen vollständig gefüllt sind. Die Curva B stellt den älteren Teil der neapolitanischen Fanszene dar und beheimatet unter anderem die Ultrà-Gruppierungen Fedayn 1979 E.A.M. (Estranei alla massa) und Ultras Napoli 1972. Auf der anderen Seite des Stadions, angrenzend an den Gästeblock, befinden sich die Gruppen Mastiffs, Vecchi Lions, Teste matte, Brigata Carolina, Rione Sanità, Bronx, Sud 1996 und Fossato Flegreo. Es besteht keine Rivalität unter den beiden Kurven, obwohl während der Partien voneinander völlig unabhängige Fangesänge intoniert werden. Sie unterscheiden sich zudem dadurch, dass die Curva B eine deutlich pazifistischere Einstellung vertritt und Schwenkfahnen, Choreografien oder anderen folkloristischen Elementen in der Kurve eine größere Bedeutung zukommen lässt als der von ihrem jüngeren Pendant gelebte „vecchio stile“, der sich weitgehend auf Fangesänge beschränkt. Politischer Extremismus spielt in keiner der beiden Kurven eine Rolle.

## Finanzsituation und Eigentümerschaft
Die Società Sportiva Calcio Napoli S.p.A. ist eine Tochtergesellschaft des italienischen Medienunternehmens Filmauro S.r.l.

## Ausrüster und Sponsoren
Ausrüster ist seit 2021 der italienische Modekonzern Armani mit seiner Sportmarke EA7 Emporio Armani. Hauptsponsor der SSC Neapel ist MSC Cruises.
1981 schloss der Verein einen Werbevertrag mit Snaidero, die ihren Schriftzug auf den Trikots platzierten. Es folgten Cirio (1982–1983), Latte Berna (1983–1984), Cirio (1984–1985), Buitoni (1985–1988), Mars (1988–1991), Voiello (1991–1994), Record Cucine (1994–1996), Centrale del Latte di Napoli (1996–1997), Polenghi (1997–1999), Birra Peroni (1999–2003), Russo di Cicciano (2003–2004), Lete (2005–2011), Lete und MSC Cruises (2011–2014), Lete, Pasta Garofalo und Kimbo (2014–2021), Lete, MSC Cruises und Amazon (2021–2023), MSC Cruises und eBay (2023–)
| Zeitraum  | Ausrüster    | Hauptsponsor                 |
| --------- | ------------ | ---------------------------- |
| 1978–1980 | Puma         | –                            |
| 1980–1981 | NR (Ennerre) | –                            |
| 1981–1982 | NR (Ennerre) | Snaidero                     |
| 1982–1983 | NR (Ennerre) | Cirio                        |
| 1983–1984 | NR (Ennerre) | Latte Berna (Parmalat)       |
| 1984–1985 | Linea Time   | Cirio                        |
| 1985–1988 | NR (Ennerre) | Buitoni                      |
| 1988–1991 | NR (Ennerre) | Mars                         |
| 1991–1994 | Umbro        | Voiello                      |
| 1994–1996 | Lotto        | Record Cucine                |
| 1996–1997 | Lotto        | Centrale del Latte di Napoli |
| 1997–1999 | Nike         | Polenghi                     |
| 1999–2000 | Nike         | Birra Peroni                 |
| 2000–2003 | Diadora      | Birra Peroni                 |
| 2003–2004 | Legea        | Russo di Cicciano            |
| 2004–2006 | Kappa        | Sky Italia                   |
| 2005–2006 | Kappa        | Lete                         |
| 2006–2009 | Diadora      | Lete                         |
| 2009–2011 | Macron       | Lete                         |
| 2011–2014 | Macron       | Lete, MSC Cruises            |
| 2014–2015 | Macron       | Lete, Pasta Garofalo, Kimbo  |
| 2015–2021 | Kappa        | Lete, Pasta Garofalo, Kimbo  |
| 2021–2023 | EA7          | Lete, MSC Cruises            |
| 2023–0000 | EA7          | MSC Cruises                  |

## Logohistorie

1904 bis 1922
1927 bis 1980
1985 bis 2002
2002 bis 2004
2004 bis 2005
2005 bis 2007
2007 bis 2024
Seit 2024

## Daten und Fakten

### Vereinserfolge

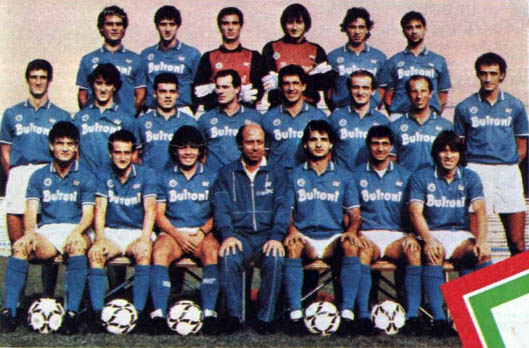
Die Meistermannschaft der SSC Neapel im Jahr 1987

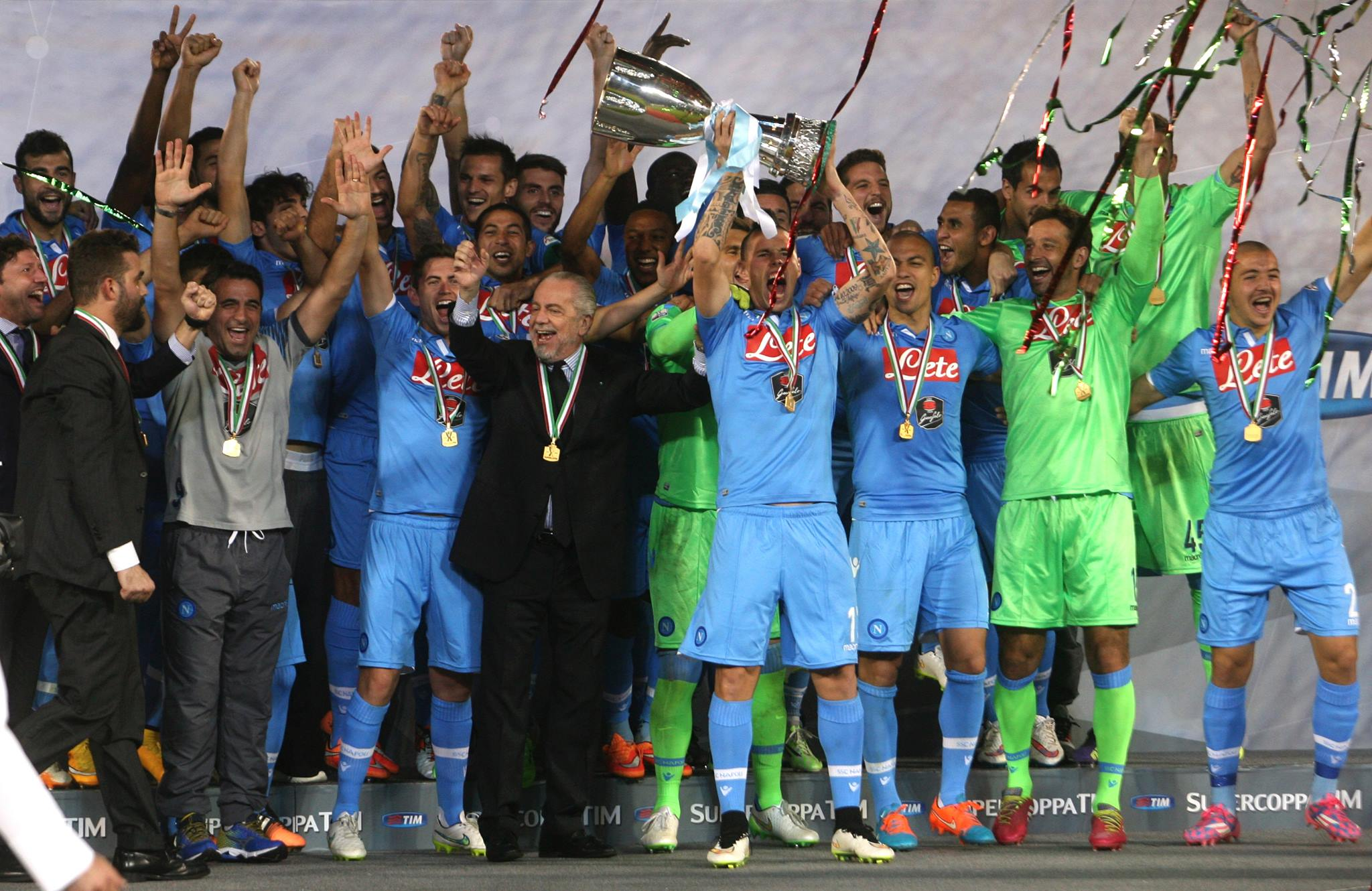
Siegerehrung nach dem Gewinn der Supercoppa Italiana 2014

| National                         | Titel | Saison                                               |
| -------------------------------- | ----- | ---------------------------------------------------- |
| Italienische Meisterschaft       | 4     | 1986/87, 1989/90, 2022/23, 2024/25                   |
| Italienischer Pokal              | 6     | 1961/62, 1975/76, 1986/87, 2011/12, 2013/14, 2019/20 |
| Italienischer Supercup           | 2     | 1990, 2014                                           |
| International                    | Titel | Saison                                               |
| UEFA-Pokal / UEFA Europa League  | 1     | 1988/89                                              |
| Coppa delle Alpi                 | 1     | 1966                                                 |
| Englisch-italienischer Ligapokal | 1     | 1976                                                 |

#### Erfolge der Jugendmannschaften
- Campionato Primavera: 1978/79
- Torneo di Viareggio: 1975
- Coppa Italia Primavera: 1996/97

### Personal

#### Aktueller Kader der Saison 2024/25
Stand: 27. Mai 2025
| Nr.               | Nat.        | Name                  | Geburtsdatum      | im Verein seit | Vertrag bis |
| Torhüter          | Torhüter    | Torhüter              | Torhüter          | Torhüter       | Torhüter    |
| ----------------- | ----------- | --------------------- | ----------------- | -------------- | ----------- |
| 01                | Italien     | Alex Meret            | 22. März 1997     | 2019           | 2025        |
| 12                | Italien     | Claudio Turi          | 6. Mai 2005       | 2024           |             |
| 14                | Italien     | Nikita Contini        | 21. Mai 1996      | 2015           | 2025        |
| 96                | Italien     | Simone Scuffet        | 31. Mai 1996      | 2025           | 2025        |
| Abwehrspieler     |             |                       |                   |                |             |
| 04                | Italien     | Alessandro Buongiorno | 6. Juni 1999      | 2024           | 2029        |
| 05                | Brasilien   | Juan Jesus            | 10. Juni 1991     | 2021           | 2025        |
| 13                | Kosovo      | Amir Rrahmani         | 24. Februar 1994  | 2020           | 2027        |
| 16                | Spanien     | Rafa Marín            | 19. Mai 2002      | 2024           | 2029        |
| 17                | Uruguay     | Mathías Olivera       | 31. Oktober 1997  | 2022           | 2030        |
| 22                | Italien     | Giovanni Di Lorenzo   | 4. August 1993    | 2019           | 2028        |
| 30                | Italien     | Pasquale Mazzocchi    | 27. Juli 1997     | 2024           | 2027        |
| 37                | Italien     | Leonardo Spinazzola   | 25. März 1993     | 2024           | 2026        |
| Mittelfeldspieler |             |                       |                   |                |             |
| 06                | Schottland  | Billy Gilmour         | 11. Juni 2001     | 2024           | 2029        |
| 08                | Schottland  | Scott McTominay       | 8. Dezember 1996  | 2024           | 2028        |
| 15                | Danemark    | Philip Billing        | 11. Juni 1996     | 2025           | 2025        |
| 29                | Italien     | Luis Hasa             | 6. Januar 2004    | 2025           | 2029        |
| 68                | Slowakei    | Stanislav Lobotka     | 25. November 1994 | 2020           | 2027        |
| 99                | Kamerun     | Frank Anguissa        | 16. November 1995 | 2022           | 2027        |
| Stürmer           |             |                       |                   |                |             |
| 07                | Brasilien   | David Neres           | 3. März 1997      | 2024           | 2028        |
| 09                | Schweiz     | Noah Okafor           | 24. Mai 2000      | 2025           | 2025        |
| 11                | Belgien     | Romelu Lukaku         | 13. Mai 1993      | 2024           | 2027        |
| 18                | Argentinien | Giovanni Simeone      | 5. Juli 1995      | 2022           | 2026        |
| 21                | Italien     | Matteo Politano       | 3. August 1993    | 2021           | 2027        |
| 26                | Belgien     | Cyril Ngonge          | 26. Mai 2000      | 2024           | 2028        |
| 81                | Italien     | Giacomo Raspadori     | 18. Februar 2000  | 2022           | 2028        |

### Ehemalige Spieler (Auszug)
- Raúl Albiol
- Alemão
- Allan
- José Altafini
- Amedeo Amadei
- Miguel Andreolo
- Roberto Ayala
- Salvatore Bagni
- Paolo Barison
- Marco Baroni
- Valon Behrami
- Daniel Bertoni
- Laurent Blanc
- Mariano Bogliacino
- Giuseppe Bruscolotti
- Ottavio Bugatti
- Tarcisio Burgnich
- Emanuele Calaiò
- José Callejón
- Jarbas Faustinho Cané
- Fabio Cannavaro
- Paolo Cannavaro
- Careca
- Andrea Carnevale
- Luciano Castellini
- Edinson Cavani
- Luciano Chiarugi
- Sergio Clerici
- Giancarlo Corradini
- Massimo Crippa
- Diego Demme
- Edmundo
- Eljif Elmas
- Flavio Emoli
- Fabián
- Moreno Ferrario
- Ciro Ferrara
- Pietro Ferraris
- Giovanni Francini
- Luca Fusi
- Giovanni Galli
- Walter Gargano
- Faouzi Ghoulam
- Giuseppe Giannini
- Bruno Giordano
- Gianluca Grava
- Aristide Guarneri
- Kurt Hamrin
- Marek Hamšík
- Gonzalo Higuaín
- Elseid Hysaj
- Gökhan Inler
- Lorenzo Insigne
- Marek Jankulovski
- Hasse Jeppson
- Jorginho
- Antonio Juliano
- Kalidou Koulibaly
- Naim Krieziu
- Ruud Krol
- Chwitscha Kwarazchelia
- Ezequiel Lavezzi
- Hirving Lozano
- Christian Maggio
- Diego Maradona
- Dries Mertens
- Arkadiusz Milik
- Fernando De Napoli
- Alberto Orlando
- David Ospina
- Goran Pandev
- Fabio Pecchia
- Eraldo Pecci
- Bruno Pesaola
- Gino Pivatelli
- Mario Pretto
- Igor Protti
- Fabio Quagliarella
- Massimo Rastelli
- Pepe Reina
- Freddy Rincón
- Nereo Rocco
- Mário Rui
- Fabián Ruiz
- Claudio Sala
- Attila Sallustro
- Morgan De Sanctis
- Giuseppe Savoldi
- Omar Sívori
- Roberto Sosa
- Guillermo Stábile
- Antonio Vojak
- Luís Vinício
- Giancarlo Vitali
- Duván Zapata
- Piotr Zieliński
- Dino Zoff
- Gianfranco Zola
- Juan Zúñiga

### Spielerrekorde
Stand: Saisonende 2023/24; Fettgedruckte Spieler sind noch aktiv. Angegeben sind alle Pflichtspiele und -tore.

#### Rekordspieler

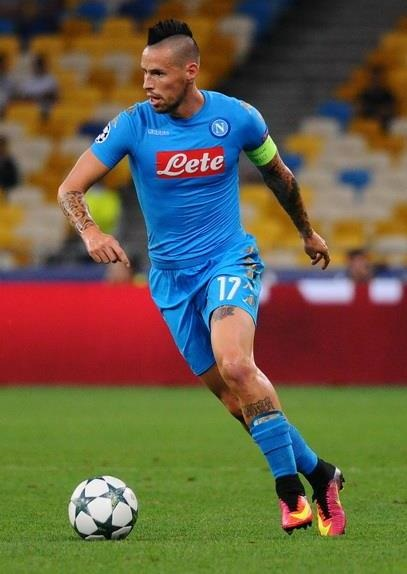
Marek Hamšík

| Einsätze | Einsätze             | Einsätze  | Einsätze | Einsätze | Einsätze    | Einsätze | Einsätze |
|          | Name                 | Zeitraum  | Liga     | Pokal    | Europapokal | Sonstige | Gesamt   |
| -------- | -------------------- | --------- | -------- | -------- | ----------- | -------- | -------- |
| 01       | Marek Hamšík         | 2007–2019 | 408      | 30       | 80          | 2        | 520      |
| 02       | Giuseppe Bruscolotti | 1972–1988 | 387      | 96       | 26          | 2        | 511      |
| 03       | Antonio Juliano      | 1962–1978 | 394      | 72       | 36          | 3        | 505      |
| 04       | Lorenzo Insigne      | 2009–2022 | 337      | 23       | 73          | 1        | 434      |
| 05       | Dries Mertens        | 2013–2022 | 295      | 21       | 79          | 2        | 397      |
| 06       | Moreno Ferrario      | 1977–1988 | 310      | 70       | 16          | -        | 396      |
| 07       | Piotr Zieliński      | 2016–2024 | 281      | 17       | 64          | 2        | 364      |
| 08       | José Callejón        | 2013–2020 | 255      | 24       | 69          | 1        | 349      |
| 09       | Ciro Ferrara         | 1984–1994 | 247      | 46       | 28          | 1        | 322      |
| 10       | Kalidou Koulibaly    | 2014–2022 | 236      | 15       | 64          | 2        | 317      |

#### Rekordtorschützen

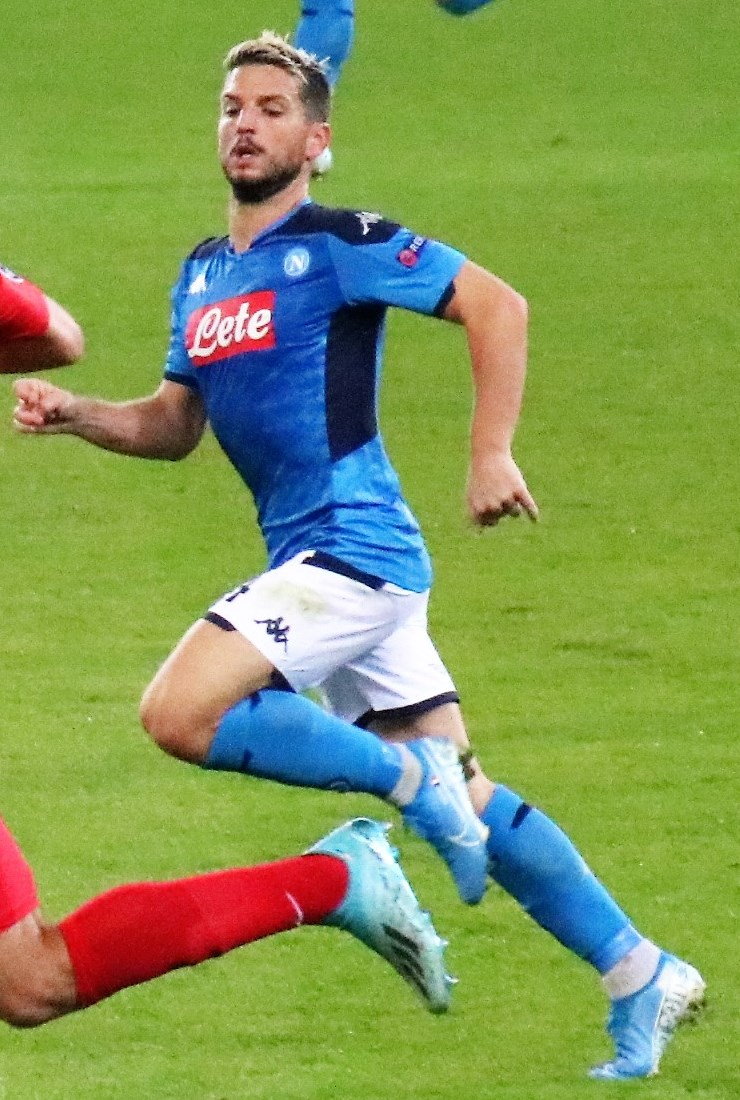
Dries Mertens

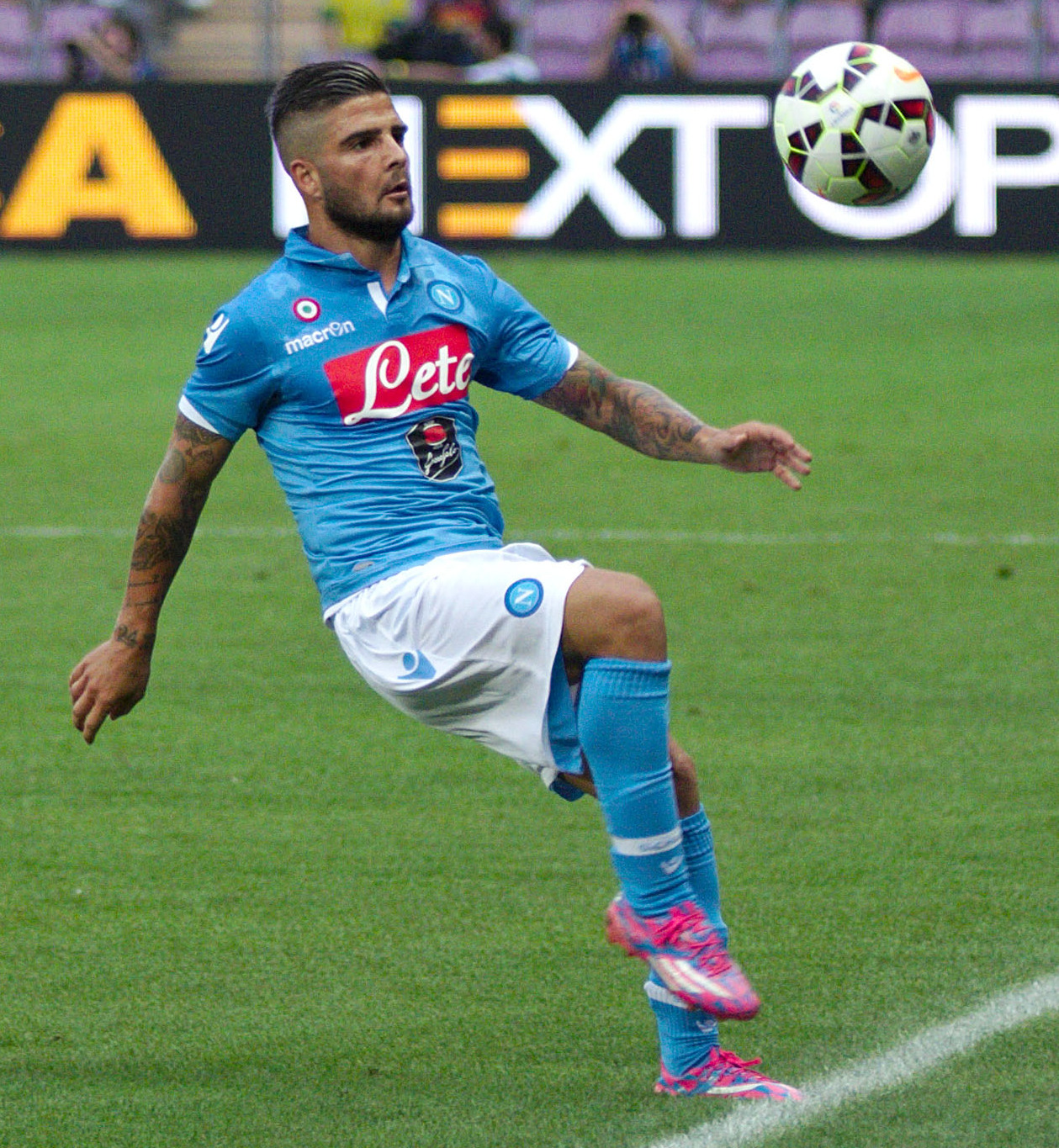
Lorenzo Insigne

| Tore | Tore             | Tore      | Tore | Tore  | Tore        | Tore     | Tore   |
|      | Name             | Zeitraum  | Liga | Pokal | Europapokal | Sonstige | Gesamt |
| ---- | ---------------- | --------- | ---- | ----- | ----------- | -------- | ------ |
| 01   | Dries Mertens    | 2013–2022 | 113  | 7     | 28          | -        | 148    |
| 02   | Lorenzo Insigne  | 2009–2022 | 96   | 8     | 18          | -        | 122    |
| 03   | Marek Hamšík     | 2007–2019 | 100  | 5     | 16          | -        | 121    |
| 04   | Diego Maradona   | 1984–1991 | 81   | 29    | 5           | -        | 115    |
| 05   | Attila Sallustro | 1926–1937 | 106  | 1     | 1           | -        | 108    |
| 06   | Edinson Cavani   | 2010–2013 | 78   | 6     | 19          | 1        | 104    |
| 07   | Antonio Vojak    | 1929–1935 | 103  | -     | -           | -        | 103    |
| 08   | José Altafini    | 1965–1972 | 71   | 11    | 6           | 9        | 097    |
| 09   | Careca           | 1987–1993 | 73   | 13    | 8           | 2        | 096    |
| 10   | Gonzalo Higuaín  | 2013–2016 | 71   | 3     | 15          | 2        | 091    |

### Vereinsrekorde
- Höchster Sieg: 8:1 gegen Pro Patria 1919 (Saison 1954/55)
- Höchste Niederlage: 0:6 gegen AS Rom (Saison 1958/59)
- Meisten Tore in einer Saison: 36 Tore Gonzalo Higuaín (Saison 2015/16)
- Höchster Zuschauerschnitt in einer Saison: 77.597 Zuschauer pro Spiel (Saison 1984/85)
- Bislang der einzige Verein, der als Zweitligist die Coppa Italia gewann (1962)

### Trainerhistorie

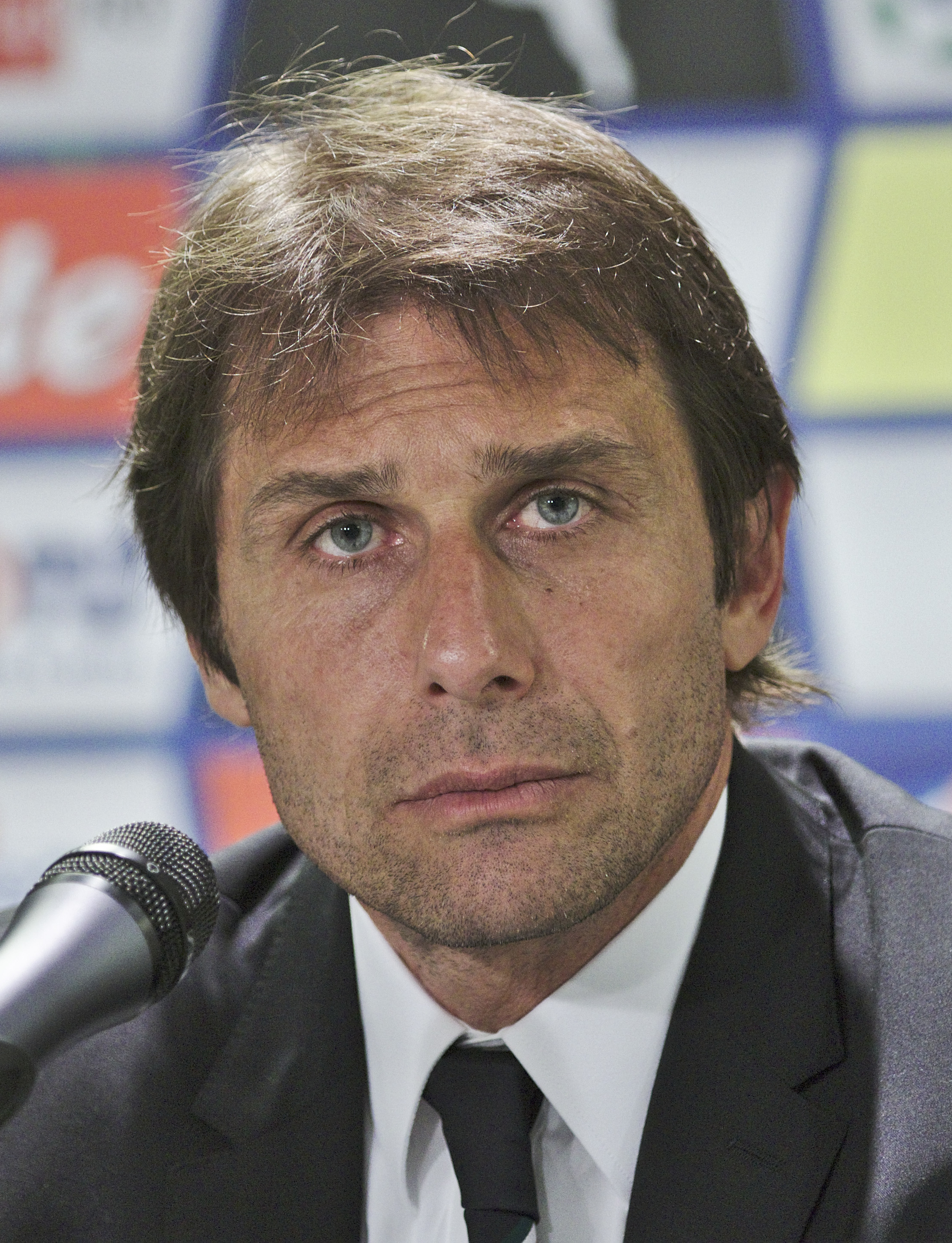
Seit 2024 Cheftrainer der SSC Neapel, Antonio Conte

| Cheftrainer | Cheftrainer                                        |
| Amtszeit    | Name                                               |
| ----------- | -------------------------------------------------- |
| 1926–1927   | Anton Kreuzer                                      |
| 1927        | Bino Skasa                                         |
| 1927–1928   | Rolf Steiger, technische Kommission, Ferenc Molnár |
| 1928–1929   | Karl Fischer                                       |
| 1929        | Giovanni Terrile                                   |
| 1929–1935   | William Garbutt                                    |
| 1935–1936   | Károly Csapkay                                     |
| 1936–1938   | Angelo Mattea                                      |
| 1938–1939   | Eugen Payer                                        |
| 1939        | technische Kommission                              |
| 1939–1940   | Adolfo Baloncieri                                  |
| 1940–1943   | Antonio Vojak                                      |
| 1943        | Paulo Innocenti                                    |
| 1945–1947   | Raffaele Sansone                                   |
| 1947–1948   | Giovanni Vecchina                                  |
| 1948        | Arnaldo Sentimenti                                 |
| 1948–1949   | Felice Borel                                       |
| 1949        | Luigi De Manes                                     |
| 1949        | Vittorio Mosele                                    |
| 1949–1956   | Eraldo Monzeglio                                   |
| 1956–1959   | Amedeo Amadei                                      |
| 1959        | Annibale Frossi                                    |
| 1959–1961   | Amedeo Amadei                                      |
| 1961        | Attila Sallustro                                   |
| 1961–1962   | Fioravante Baldi                                   |
| 1962–1963   | Bruno Pesaola                                      |
| 1963–1964   | Roberto Lerici                                     |

| Cheftrainer | Cheftrainer         |
| Amtszeit    | Name                |
| ----------- | ------------------- |
| 1964        | Giovanni Molino     |
| 1964–1968   | Bruno Pesaola       |
| 1968–1969   | Giuseppe Chiappella |
| 1969        | Egidio Di Costanzo  |
| 1969–1973   | Giuseppe Chiappella |
| 1973–1976   | Luís Vinício        |
| 1976        | Alberto Del Frati   |
| 1976        | Rosario Rivellino   |
| 1976–1977   | Bruno Pesaola       |
| 1977–1978   | Gianni Di Marzio    |
| 1978–1979   | Gianni Di Marzio    |
| 1979–1980   | Luís Vinício        |
| 1980        | Angelo Sormani      |
| 1980–1982   | Rino Marchesi       |
| 1982        | Massimo Giacomini   |
| 1982–1983   | Gennaro Rambone     |
| 1983–1984   | Nello Santin        |
| 1984–1985   | Rino Marchesi       |
| 1985–1989   | Ottavio Bianchi     |
| 1989–1991   | Alberto Bigon       |
| 1991–1992   | Claudio Ranieri     |
| 1992–1993   | Ottavio Bianchi     |
| 1993–1994   | Marcello Lippi      |
| 1994        | Vincenzo Guerini    |
| 1994–1996   | Vujadin Boškov      |
| 1996–1997   | Luigi Simoni        |
| 1997        | Vincenzo Montefusco |
| 1997        | Bortolo Mutti       |
| 1997        | Carlo Mazzone       |

| Cheftrainer | Cheftrainer         |
| Amtszeit    | Name                |
| ----------- | ------------------- |
| 1997–1998   | Giovanni Galeone    |
| 1998        | Vincenzo Montefusco |
| 1998–1999   | Renzo Ulivieri      |
| 1999        | Vincenzo Montefusco |
| 1999–2000   | Walter Novellino    |
| 2000        | Zdeněk Zeman        |
| 2000–2001   | Emiliano Mondonico  |
| 2001–2002   | Luigi De Canio      |
| 2002        | Franco Colomba      |
| 2002–2003   | Franco Scoglio      |
| 2003        | Franco Colomba      |
| 2003        | Andrea Agostinelli  |
| 2003–2004   | Luigi Simoni        |
| 2004–2005   | Gian Piero Ventura  |
| 2005–2009   | Edoardo Reja        |
| 2009        | Roberto Donadoni    |
| 2009–2013   | Walter Mazzarri     |
| 2013–2015   | Rafael Benítez      |
| 2015–2018   | Maurizio Sarri      |
| 2018–2019   | Carlo Ancelotti     |
| 2019–2021   | Gennaro Gattuso     |
| 2021–2023   | Luciano Spalletti   |
| 2023        | Rudi Garcia         |
| 2023–2024   | Walter Mazzarri     |
| 2024        | Francesco Calzona   |
| 2024–       | Antonio Conte       |

### Präsidentenhistorie

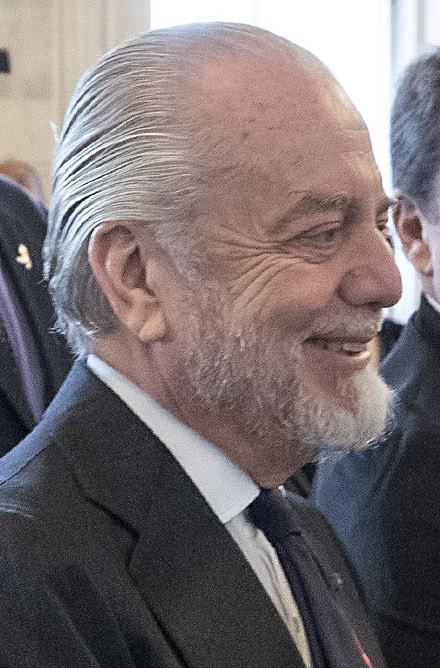
Aurelio De Laurentiis

| Präsidenten | Präsidenten                        |
| Amtszeit    | Name                               |
| ----------- | ---------------------------------- |
| 1926–1927   | Giorgio Ascarelli                  |
| 1927–1928   | Gustavo Zinzaro                    |
| 1928–1929   | Giovanni Maresca                   |
| 1929–1930   | Giorgio Ascarelli                  |
| 1930–1932   | Giovanni Maresca & Eugenio Coppola |
| 1932–1936   | Vincenzo Savarese                  |
| 1936–1940   | Achille Lauro                      |
| 1940        | Gaetano Del Pezzo                  |
| 1940–1941   | Tommaso Leonetti                   |
| 1941–1943   | Luigi Piscitelli                   |
| 1943–1945   | Annibale Fienga                    |
| 1945–1946   | Vincenzo Savarese                  |
| 1946–1948   | Pasquale Russo                     |
| 1948–1951   | Egidio Musollino                   |
| 1951–1952   | Alfonso Cuomo                      |
| 1952–1954   | Achille Lauro                      |
| 1954–1963   | Alfonso Cuomo                      |

| Präsidenten | Präsidenten                 |
| Amtszeit    | Name                        |
| ----------- | --------------------------- |
| 1963–1964   | Luigi Scuotto               |
| 1964–1967   | Roberto Fiore               |
| 1967–1968   | Gioacchino Lauro            |
| 1968–1969   | Antonio Corcione            |
| 1969–1971   | Corrado Ferlaino            |
| 1971–1972   | Ettore Sacchi               |
| 1972–1983   | Corrado Ferlaino            |
| 1983        | Marino Brancaccio           |
| 1983–1993   | Corrado Ferlaino            |
| 1993–1995   | Francesco Ellenio Gallo     |
| 1995–1996   | Vincenzo Schiano di Colella |
| 1997–1998   | Gian Marco Innocenti        |
| 1999–2000   | Federico Scalingi           |
| 2000        | Giorgio Corbelli            |
| 2002–2004   | Salvatore Naldi             |
| 2004–       | Aurelio De Laurentiis       |